# Famille Muzaka
 (décembre 2023).
La mise en forme du texte ne suit pas les recommandations de Wikipédia : il faut le « wikifier ».
Les points d'amélioration suivants sont les cas les plus fréquents. Le détail des points à revoir est peut-être précisé sur la page de discussion.
- Les titres sont pré-formatés par le logiciel. Ils ne sont ni en capitales, ni en gras.
- Le texte ne doit pas être écrit en capitales (les noms de famille non plus), ni en gras, ni en italique, ni en « petit »…
- Le gras n'est utilisé que pour surligner le titre de l'article dans l'introduction, une seule fois.
- L'italique est rarement utilisé : mots en langue étrangère, titres d'œuvres, noms de bateaux, etc.
- Les citations ne sont pas en italique mais en corps de texte normal. Elles sont entourées par des guillemets français : « et ».
- Les listes à puces sont à éviter, des paragraphes rédigés étant largement préférés. Les tableaux sont à réserver à la présentation de données structurées (résultats, etc.).
- Les appels de note de bas de page (petits chiffres en exposant, introduits par l'outil «  Source ») sont à placer entre la fin de phrase et le point final[comme ça].
- Les liens internes (vers d'autres articles de Wikipédia) sont à choisir avec parcimonie. Créez des liens vers des articles approfondissant le sujet. Les termes génériques sans rapport avec le sujet sont à éviter, ainsi que les répétitions de liens vers un même terme.
- Les liens externes sont à placer uniquement dans une section « Liens externes », à la fin de l'article. Ces liens sont à choisir avec parcimonie suivant les règles définies. Si un lien sert de source à l'article, son insertion dans le texte est à faire par les notes de bas de page.
- La présentation des références doit suivre les conventions bibliographiques. Il est recommandé d'utiliser les modèles {{Ouvrage}}, {{Chapitre}}, {{Article}}, {{Lien web}} et/ou {{Bibliographie}}. Le mode d'édition visuel peut mettre en forme automatiquement les références.
- Insérer une infobox (cadre d'informations à droite) n'est pas obligatoire pour parachever la mise en page.

Pour une aide détaillée, merci de consulter Aide:Wikification.
Si vous pensez que ces points ont été résolus, vous pouvez retirer ce bandeau et améliorer la mise en forme d'un autre article.
La famille Muzaka est une ancienne famille noble albanaise qui régnait sur la région de Myzeqe (Albanie méridionale) à la fin du Moyen Âge. Les Muzaka sont aussi considérés par certains auteurs comme une tribu ou un clan,. Le premier document historique qui mentionne la famille Muzaka (vers 1090) a été rédigé par l'historienne byzantine Anna Comnène. À la fin du XIIIe et au début du XIVe siècle, les membres de la famille Muzaka contrôlaient une région située entre les rivières Devoll et Vjosë. Certains d'entre eux étaient fidèles à l'Empire byzantin tandis que d'autres s'étaient alliés à Charles d'Anjou, qui leur donna (ainsi qu'à d'autres membres de la noblesse albanaise) de hauts titres de noblesse de type byzantin (tels que Sébastokrator) afin de les soumettre plus facilement. Pendant une courte période, l'empereur serbe Stefan Dušan occupa l'Albanie (1331-1355), y compris les domaines de la famille Muzaka, mais après la mort de Dušan, les Muzaka reprirent leurs anciennes possessions. Après la bataille de Savra en 1385, le territoire de l'Albanie passa sous la domination de l'Empire ottoman. Les Muzaka servirent les Ottomans jusqu'en 1444, date à laquelle Theodor Corona Musachi rejoignit la rébellion de Skanderbeg. Lorsque les Ottomans réprimèrent la rébellion de Skanderbeg et s'emparèrent du territoire de l'Albanie vénitienne au XVe siècle, de nombreux membres de la famille Muzaka firent retraite en Italie. Ceux qui restèrent en Albanie ottomane perdirent leurs droits féodaux. Certains se convertirent à l'islam et atteignirent des rangs élevés dans la hiérarchie militaire et administrative ottomane.
Les membres notables de la famille Muzaka sont Andrea II Muzaka, Gjon Muzaka, Theodor Corona Musachi et Andrea I Muzaka, entre autres. Le dernier membre notable de la famille Muzaka qui trouva réfuge en Italie mourut à Naples en 1600.

## Histoire

### Origine
Les Muzaka étaient l'une des familles d'origine albanaise les plus importantes. La famille venait de la région du bas Opar (Lekas). Dans la région du village de Lavdar et dans les hameaux voisins se trouvent de nombreux lieux de sépulture ancestraux de la famille. Gjon Muzaka a affirmé que la famille avait reçu son nom de la région de Myzeqë, du nom de sa population, les Molosses, à travers une altération du nom Molossi (en Molosachi, puis Musachi). Les armoiries de la famille Muzaka étaient un aigle à deux têtes.
La première mention de la famille Muzaka, en tant que commandant loyal d'Alexios I Komnenos (r. 1081-1118) vers 1090, se trouve dans les travaux de l'historienne byzantine Anna Comnene. L'un des premiers membres notables de la famille fut Andrea I Muzaki. Comme certains autres membres de la noblesse albanaise, il reçut de Charles d'Anjou un haut titre de noblesse de type byzantin, comme celui de sébastokrator. Charles d'Anjou voulait ainsi les soumettre plus facilement,. En 1279, Gjon I Muzaka, qui resta fidèle aux Byzantins et résista à la conquête angevine de l'Albanie, fut capturé par les forces de Charles d'Anjou, mais sous la pression des nobles albanais locaux, il fut plus tard libéré. La famille Muzaka resta fidèle à l'Empire byzantin et résista à l'expansion du royaume serbe. À la fin du XIIIe et au début du XIVe siècle, les membres de la famille Muzaka contrôlaient une région située entre les rivières Devoll et Vjosë. Andrea Ier régna entre 1280 et 1319 ; Andrea II régna, avec quelques interruptions, entre 1319 et 1372. En 1319, trois membres de la famille Muzaka tentèrent même d'obtenir l'aide du pape. Pour leur loyauté envers Byzance, le chef de la famille Andrea II Muzaka obtint le titre de despote en 1335, tandis que d'autres membres de la Muzaka firent carrière dans le gouvernement byzantin de Constantinople.
Dès qu'André II Muzaka eut obtenu le titre de despote, il approuva une révolte anti-byzantine (1335-1341) dans ses domaines, et s'allia également avec les Anjou de Naples le 30 décembre 1336, alors qu'il était reconnu comme un vassal de Robert, prince de Tarente. Comme preuve de sa fidélité à la maison capétienne d'Anjou, Andrea II Muzaka dut laisser un de ses fils en otage à Durazzo.
En 1336, l'Empire serbe dirigé par Stefan Dušan s'empara de Durazzo, contrôlé par les Angevins, y compris le territoire sous le contrôle de la famille Muzaka. Bien que les Angevins aient réussi à reconquérir Durazzo, Dušan poursuivit son expansion et, au cours de la période 1337-1345, il prit possession de Kanina et Valona (dans le sud de l'Albanie moderne). Le combat de la noblesse Muzaka contre les forces serbes eut lieu vers 1340. Les forces d'André II Muzaka vainquirent l'armée serbe sur la montagne Pelister. Après la mort de Stefan Dušan en 1355 et l'effondrement de l'Empire serbe, la famille Muzaka de Berat reprit le contrôle de certaines parties du sud-est de l'Albanie actuelle ainsi que du nord de la Grèce avec Kastoria, qu'Andrew II Musachi avait capturé au prince Marko après la bataille de Maritsa en 1371.
Après la mort d'André II Muzaka en 1372, ses descendants héritèrent du contrôle de ses anciens domaines. Theodor II Muzaka hérita du contrôle de Muzaqeya et de Berat, tandis que son fils Gjin (1337-1389) hérita de Kastoria  Selon la chronique de Gjon Muzaka (répétée dans certains ouvrages historiques), Comita, l'une des filles d'André II Muzaka, épousa Balša II. D'autres auteurs confirment que Balša II se maria en 1372 et prit le contrôle du territoire au sud de Durazzo, y compris Valona et Kanine, en guise de dot. Pourtant, de nombreux érudits pensent que Balša II n'a pas épousé Comita Muzaka mais Komnena, fille de John Komnenos Asen, qui prit le contrôle de Valona et de Karine après la mort de son frère Alexandre au début de 1372. La même chronique mentionne Théodor II Muzaka comme l'un des participants à la bataille du Kosovo en 1389, aux côtés du prince Marko. La famille Muzaka était en conflit avec le prince Marko avant sa mort en 1396, ce qui explique probablement pourquoi Theodor Corona Musachi est célébré dans la poésie épique slave du sud et serbe sous le nom de Korun Aramija, l'ennemi de Marko.
Une église grecque orthodoxe (église Saint-Athanase de Mouzaki) située à Kastoria, en Grèce, a été construite en 1383-1384 par Teodor II Muzaka et dédiée à Saint-Athanase. Teodor II Muzaka mourut en 1389 lors de la bataille du Kosovo contre les Ottomans.

### Période de l'Empire ottoman

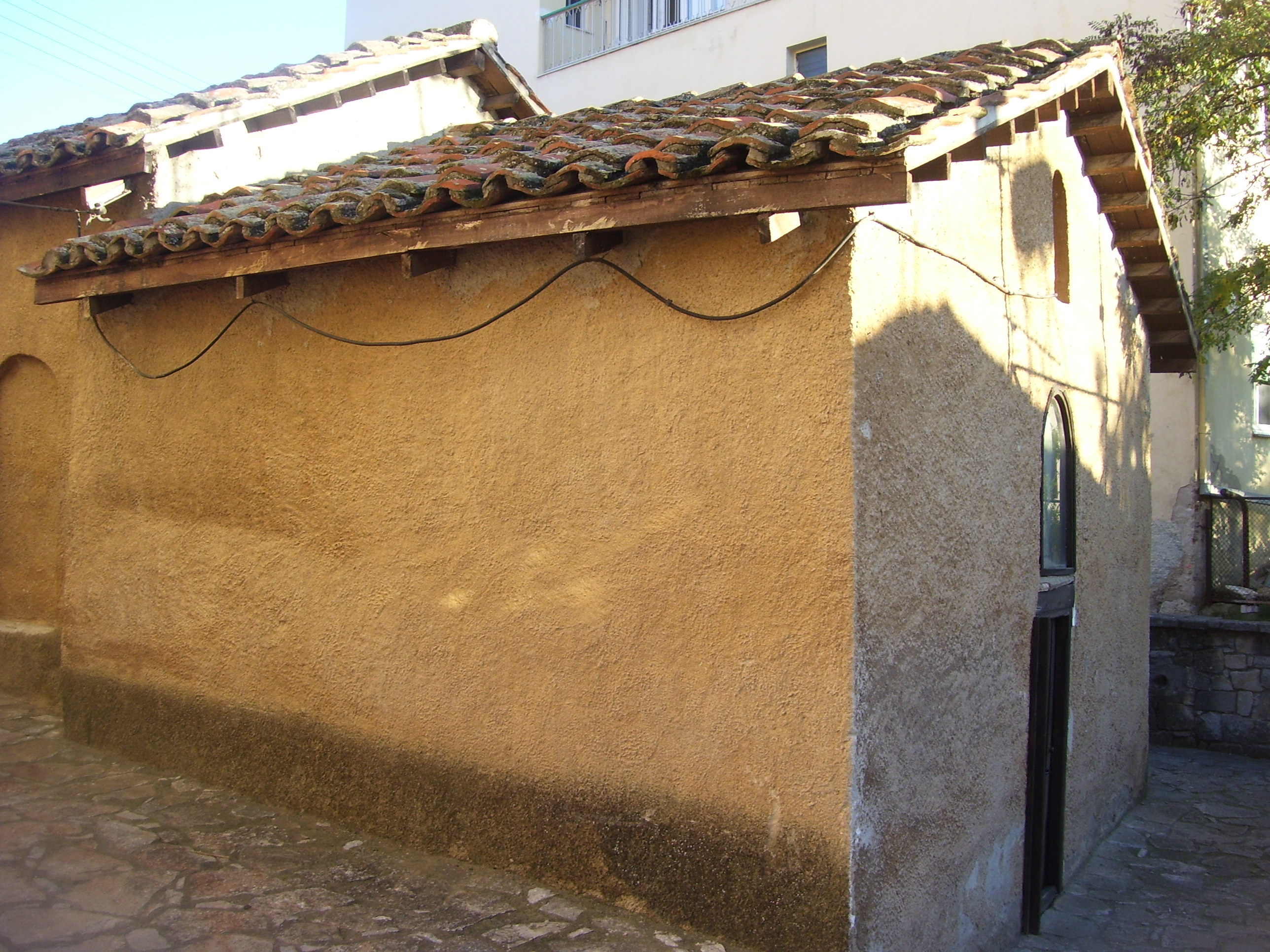
Église Saint-Athanase de Mouzaki à Kastoria

Après la bataille de Savra en 1385, la région de Myzeqe et la majeure partie de la noblesse albanaise passèrent sous le contrôle de l'Empire ottoman. Les premiers signes de la rivalité entre Venise et les Ottomans en Albanie apparurent en 1387 et après la mort de Gjergj Thopia en 1391, lorsque de nombreux nobles albanais, dont Andrea III Muzaka, furent soumis à une forte influence de Venise. Pour mettre fin à cette influence, Bayezid I lança une campagne en 1394 et rétablit le contrôle ottoman sur la majeure partie de l'Albanie.
Au cours de la période 1415-1417, l'Empire ottoman annexa Vlorë et Berat, et mit fin au règne de la famille Muzaka. Certains de ses membres se convertirent toutefois à l'islam et devinrent des fonctionnaires ottomans, comme Jakub Bey, fils de Theodor Corona Musachi, qui était sanjakbey du Sanjak ottoman d'Albanie pendant la révolte albanaise de 1432-1436. Certains prétendent que le père de Jakub, Theodor Corona Musachi, participa à la révolte; d'autres soulignent au contraire qu'aucun document contemporain ne soutient de telles affirmations. Jakub Bey Muzaka maintint son poste de sanjakbey du Sanjak d'Albanie jusqu'en septembre 1442. Il était l'un des 16 sanjakbeys ottomans sous le commandement de Sihàb ed-Dîn Pasa qui furent tués par les forces chrétiennes commandées par Janos Hunyadi dans une bataille près de la rivière Ialomița. Il avait eu un fils, Jusuf Celebi, qui fut timariote à Kalkandelen (Tetovo) en 1455.
En 1444, Theodor Corona Musachi rejoignit la rébellion de Skanderbeg. En 1455, Skanderbeg tenta de reprendre la ville de Berta mais échoua. Après sa mort, de nombreux membres de familles nobles albanaises qui étaient auparavant opposées aux Ottomans, comme les familles Arianiti, Zenebishi et Muzaka, se convertirent à l'islam et atteignirent des rangs élevés dans la hiérarchie militaire et administrative de l'Albanie ottomane. Même si le nouveau régime ottoman les laissèrent souvent gouverner les terres héritées de leurs ancêtres, il les obligea toutefois à abandonner une partie de leurs territoires et de leurs droits féodaux.
Selon certaines sources, le dernier membre de la famille Muzaka est mort à Naples en 1600. Pourtant, il existe d’autres personnalités notables enregistrées comme membres de la famille Muzaka après 1600. Au milieu du XVIIIe siècle, un sanjakbey du Sanjak d'Avlona était Ahmet Pacha Kurt, de la famille Muzaka, qui fut ensuite nommé au poste de derbendci aga (gardien des cols de montagne), poste qu'il occupa jusqu'à ce que le sultan nomme à sa place le petit-fils d'Ahmet, Ali Pacha Tepelena.

## Personnalités
Les membres notables de la famille Muzaka comprennent notamment :
- Andrea I Muzaka (fl. 1280-1313)
- Teodor I Muzaka (fl. 1319-1331)
- Andrea II Muzaka (fl. 1331-1372)
- Mentulo Muzaka (fl. 1319), seigneur de Këlcyrë[27]
- Domenico Moncino Musachi, frère de Gjin Maria Musachi et père de Vojsava Kastrioti (Hopf, Chroniques gréco-romaines, p. 308).
- Théodore II Muzaka (mort en 1389)
- Voisava Kastrioti (fl. 1402-1405)[28]
- Théodore III Muzaka (fl. 1389-1412)
- Teodor III Muzaka (mort en 1449), seigneur de Berat (r. ?—1417)
- Maria Muzaka[29], la première épouse de Gjergj Arianiti[30] et mère de Donika Kastrioti, l'épouse de Skanderbeg.
- Jakub bey, sanjakbey du Sanjak d'Albanie (fl. 1432-1442).
- Gjin III Muzaka, despote titulaire de l'Épire[31].
- Gjon Muzaka (fl.1510)
- Kostandin Muzaka, mentionné comme l'un des dirigeants du soulèvement en Albanie ottomane en 1481[4],[32].
- Ahmet Pacha Kurt, le sanjakbey du XVIIIe siècle du Sandjak d'Avlona.

### Sources
- Robert Elsie, A Biographical Dictionary of Albanian History, I.B.Tauris, 24 décembre 2012 (ISBN 978-1-78076-431-3, lire en ligne)
- Elsie, « 1515 | John Musachi: Brief Chronicle on the Descendants of our Musachi Dynasty » [archive du 4 mars 2016], www.albanianhistory.net, 2003 (consulté le 31 décembre 2015)
- John V. A., J.r Fine, The Late Medieval Balkans: A Critical Survey from the Late Twelfth Century to the Ottoman Conquest, University of Michigan Press, 1994 (ISBN 978-0-472-08260-5, lire en ligne)
- Duka, « Muzakajt-Lidhëz e fuqishme midis kohëve paraosmane dhe osmane [The Muzakas - a powerful link between the pre-Ottoman and Ottoman time] », Studime Historike, vol. 1-2,‎ 2004 (lire en ligne)
- Paolo Petta, Despoti d'Epiro e principi di Macedonia: esuli albanesi nell'Italia del Rinascimento, Argo, 2000 (ISBN 8882340287, lire en ligne)